# Angela Brown

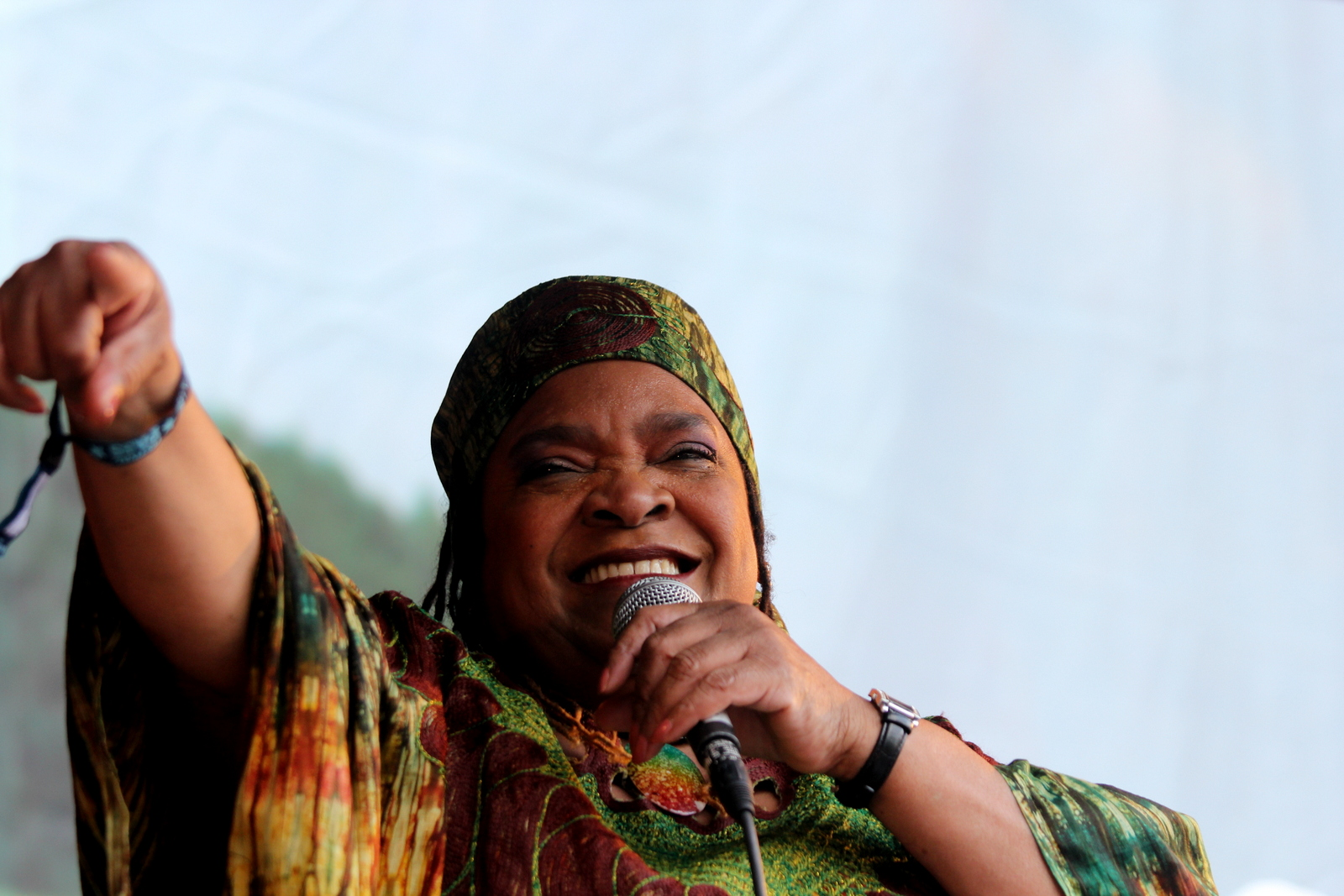
Angela Brown (2013)

Angela Brown (* 1953 in Chicago, Illinois) ist eine US-amerikanische Blues-Sängerin. Sie ist eine der bedeutendsten auch in Deutschland lebenden Bluessängerinnen.

## Leben
Brown sang zunächst in der Kirche, nahm Schauspielunterricht und arbeitete einige Jahre als Schauspielerin. In einem Musical spielte sie die Rolle von Bessie Smith und kam auf diesem Weg zum Blues.
1982 wurde sie Mitglied der Erwin Helfer Band. 1983 kam sie als Mitglied der Chicago Blues All-Stars erstmals nach Europa. Sie war mit Erwin Helfer und dem International Blues Duo (Christian Rannenberg und „Detroit“ Gary Wiggins) auf Tournee. 1986 war sie erneut mit den Chicago Blues All-Stars auf einer erfolgreichen Tournee.
Zu Beginn der 1990er Jahre zog Angela Brown nach Deutschland und ist seither eine wichtige Sängerin der europäischen Jazz- und Bluesszene, beispielsweise trat sie bei der Internationalen Jazzwoche Burghausen und dem Festival Black Ladies in Berlin auf. Sie arbeitete mit den Pianisten Christian Christl, Jan Luley und Christian Rannenberg, Ulli Kron (Ulli Kron Trio) sowie dem Bassisten/Pianisten, Personal Manager und Bassgitarristen Ralf Mähnhöfer zusammen.

## Veröffentlichungen
- 1987 – The Voice of Blues (Schubert Records)
- 1990 – Rod Hot Five Mason Feat. Angela Brown
- 1991 – Wild Turkey, mit Christian Christl (Acoustic Music Records)
- 1993 – Breath Taking Boogie Shaking mit dem Pianisten Christian Christl und dem Sänger Albert C. Humphrey
- 1995 – If I Hadn´t Been High (Slow Motion Records)
- 1999 – Thinking Out Loud , mit den The Mighty 45s (Blueside)
- 2000 – Live (Acoustic Music Records)
- 2004 – Wings of Blues, Angela Brown & Jan Luley, Luleymusic records LMR00104
- 2008 – God Has Smiled on Me, mit der Barrelhouse Jazzband
- 2011 – Live: In a Dangerous mood, mit den The Mighty 45s